# 温特贝格
温特贝格（德語：Winterberg，發音：[ˈvɪntɐˌbɛʁk] ⓘ）是德国北莱茵-威斯特法伦州阿恩斯贝格行政区上绍尔兰县的城市，面积147.95平方千米，2023年12月31日人口为12,792人。